# Niegowa
Niegowa è un comune rurale polacco del distretto di Myszków, nel voivodato della Slesia.
Ricopre una superficie di 87,57 km² e nel 2004 contava 5 841 abitanti.